# Kollerschlag
Kollerschlag – gmina targowa w Austrii, w kraju związkowym Górna Austria, w powiecie Rohrbach. Według Austriackiego Urzędu Statystycznego liczyła 1478 mieszkańców (1 stycznia 2015).